# Caça a l'assassí
Caça a l'assassí (originalment en anglès, The Gunman) és una pel·lícula de thriller d'acció del 2015 dirigida per Pierre Morel i escrita per Don Macpherson, Pete Travis i Sean Penn, basada en la novel·la La position du tireur couché de Jean-Patrick Manchette. Està protagonitzada pel mateix Penn juntament amb Javier Bardem, Idris Elba, Mark Rylance, Jasmine Trinca i Ray Winstone. La pel·lícula tracta sobre Jim Terrier (Penn), un mercenari que l'any 2006 assassina el ministre de Mines de la República Democràtica del Congo per ordres de companyies mineres multinacionals. Vuit anys després que Terrier s'hagi retirat del treball mercenari, ell i les persones del seu entorn es converteixen en l'objectiu d'esquadrons d'atac enviats per una poderosa empresa de seguretat multinacional, i ha de lluitar per seguir amb vida. La pel·lícula es va estrenar el 20 de març de 2015. Va ser un fracàs de taquilla, ja que va recaptar només 24 milions de dòlars per un pressupost de 40 milions de dòlars. També va ser mal rebuda per la crítica. El 7 de desembre de 2018 es va estrenar la versió doblada al català a TV3.

## Repartiment
- Sean Penn com a Jim Terrier
- Javier Bardem com a Felix Marti
- Idris Elba com a Jackie Barnes
- Mark Rylance com a Terrance Cox
- Jasmine Trinca com a Annie
- Ray Winstone com a Stanley
- Peter Franzén com a Reiniger
- Billy Billingham com a Reed
- Daniel Adegboyega com a Bryson
- Ade Oyefeso com a Eugene